# سیتالوپرام

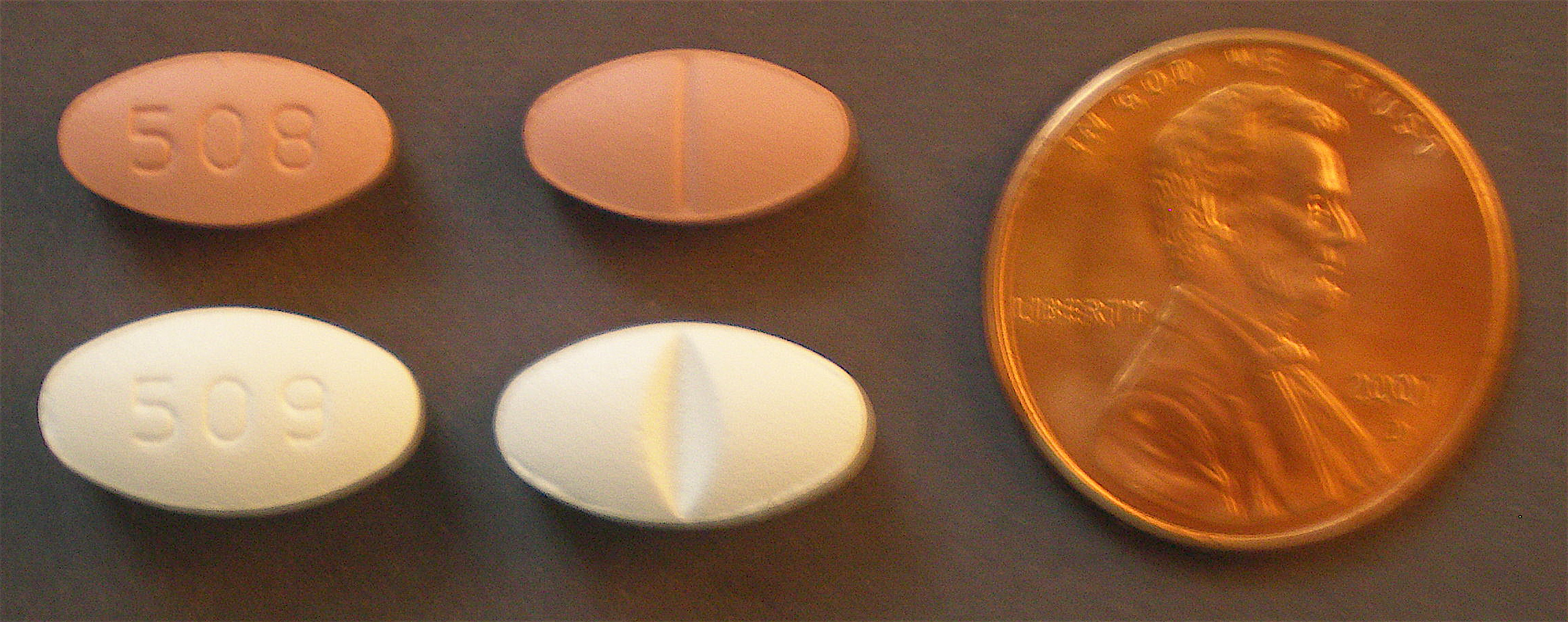
قرص‌های ۲۰ و ۴۰ میلیگرمی سیتالوپرام

سیتالوپرام (به انگلیسی: Citalopram) تحت نام تجاری Celexa؛ سیتاکسا یک داروی ضد افسردگی از گروه مهارکننده‌های بازجذب سروتونین است که برای درمان اختلال افسردگی اساسی به کار برده می‌شود. شروع اثرات ضد افسردگی ممکن است یک تا چهار هفته طول بکشد. این دارو از طریق خوراکی مصرف می‌شود.
عوارض جانبی رایج شامل تهوع، مشکل در خواب، مشکلات جنسی، لرزش، احساس خستگی و تعریق است. عوارض جانبی جدی شامل افزایش خطر خودکشی در افراد زیر ۲۵ سال، سندرم سروتونین، گلوکوم و سندرم کیوتی است. سیتالوپرام نباید برای شخصی که از مهار کننده MAO استفاده می‌کند، مصرف شود. سندرم قطع داروی ضد افسردگی هنگام متوقف شدن روند مصرف ممکن است بروز کند. نگرانی‌هایی وجود دارد که استفاده در دوران بارداری ممکن است به کودک آسیب برساند.
سیتالوپرام برای استفاده پزشکی در ایالات متحده در سال ۱۹۹۸ تأیید شد. سیتالوپرام جزو گونه داروی ژنریک است. در سال ۲۰۱۷، این دارو با بیش از ۲۴ میلیون نسخه، بیست و ششمین داروی رایج در ایالات متحده بود.

## تاریخچه
سیتالوپرام در سال ۱۹۸۹ توسط شرکت دانمارکی لوندبک ساخته شد و با پایان مدت حق انحصاری تولید آن در سال ۲۰۰۳ کمپانی‌های دیگر داروسازی نیز ساخت آن را آغاز کرده‌اند. سیتالوپرام برای استفاده پزشکی در ایالات متحده در سال ۱۹۸۸ تصویب شد.

## موارد مصرف
استفاده از سیتالوپرام برای درمان افسردگی (حالت) مورد تأیید است. این دارو همچنین در کاهش نوروپاتی دیابتی و انزال زودرس نیز مؤثر است و مصرف همزمان آن به همراه آمی تریپتیلین برای جلوگیری از حملات میگرن شدید مؤثر است. سیتالوپرام تأثیر بسیار قابل توجهی در درمان بیماری افسردگی و اختلال وحشت‌زدگی دارد.

#### افسردگی
در موسسه ملی بهداشت و درمان و تعالی بالینی رتبه ده داروی ضد افسردگی برای اثربخشی و مقرون به صرفه بودن دارا می‌باشد. سیتالوپرام از نظر اثربخشی پنجم است (پس از میرتازاپین، اس سیتالوپرام، ونلافاکسین و سرترالین) و چهارم از نظر مقرون به صرفه بودن است.

#### اختلال هراس
سیتالوپرام در کشورهای اروپایی و بریتانیا برای اختلال هراس، یا بدون آگوروفوبیا مجوز دارد.

#### دیگر
سیتالوپرام ممکن است برای برطرف کردن اضطراب، افسرده خویی، اختلال دیسفوریای قبل از قاعدگی، اختلال بدشکلی بدن و اختلال وسواسی-جبری استفاده شود. به نظر می‌رسد که این دارو به اندازه فلووکسامین و پاروکستین در اختلال وسواس فکری عملی مؤثر باشد. برخی تحقیقات توصیه می‌کنند که در صورت وجود مقاومت برای درمان اختلال وسواس جبری، دارو به صورت وریدی تزریق شود. سیتالوپرام می‌تواند به اندازه مکلوبمید در درمان اضطراب اجتماعی اثرگذار باشد.مطالعاتی وجود دارد که نشان می‌دهد سیتالوپرام می‌تواند در کاهش رفتارهای تهاجمی و تکانشی مفید باشد. به نظر می‌رسد برای درمان اختلالات رفتاری مرتبط با زوال عقل از دارونما عملکرد بهتری داشته باشد. همچنین برای درمان بیش فعالی جنسی که در دوران ابتدایی آلزایمر بروز می‌کند کارگر باشد.
یک متاآنالیز، شامل مطالعاتی پیرامون فلوکستین، پاروکستین، سرترالین، اسکیتالوپرام و سیتالوپرام در مقابل دارونما، نشان داد که بازدارنده‌های بازجذب سروتونین در کاهش علائم سندرم قبل از قاعدگی چه به‌طور مداوم و چه فقط در مرحله لوتئال می‌توانند مؤثر باشند.
برای درمان الکلیسم، سیتالوپرام در مطالعات مربوط به مشروبات الکلی نشان داد که فرد احتمالاً با کاهش میزان مصرف مواجه شود.
در حالی که سیتالوپرام در پیشگیری از میگرن کمتر از آمیتریپتیلین اثرگذار است، در موارد بروز مقاومت به درمان، می‌تواند به عنوان داروی کمکی تجویز شود. همچنین این دارو در بهبود گرگرفتگی نیز کاربردهایی دارد.
یک مطالعه کنترل شده تصادفی در سال ۲۰۰۹ هیچ فایده یا عوارض جانبئ در کودکان اوتیستیک را در صورت مصرف سیتالوپرام، نشان نداد و این تردید را ایجاد کرد که آیا داروهای بازجذب سروتونین برای درمان رفتارهای تکراری در کودکان اوتیسم مؤثر هستند یا خیر. برخی تحقیقات نشان می‌دهد سیتالوپرام با اتصالات پروتئین کانابینوئید در مغز موش تداخل می‌کند و همین هم به عنوان علت بالقوه برخی از اثرات ضد افسردگی دارو مطرح می‌شود.

## نحوه مصرف
سیتالوپرام به‌طور معمول در یک دوز، صبح یا عصر مصرف می‌شود. می‌توان آن را به همراه غذا یا بدون غذا مصرف کرد. مصرف با غذا جذب آن را افزایش نمی‌دهد، اما انجام این کار می‌تواند به جلوگیری از تهوع کمک کند. گیرنده‌های 5HT3 استفراغ را تحریک می‌کنند. در صورت وجود بدن، این عارضه جانبی باید فروکش کند زیرا بدن با دارو تطبیق می‌یابد.
سیتالوپرام بیشتر در دوز درمانی ۲۰ تا ۴۰ میلیگرم در روز به خوبی تحمل می‌شود و عارضه چندانی ندارد. احتمال تداخل دارویی سیتالوپرام از دیگر داروهای بازجذب سروتونین کمتر است و در هنگام اوردوز هم داروی کم خطری است. با این حال گزارش‌هایی از مرگ با مصرف ۸۴۰ تا ۱۹۶۰ میلیگرم گزارش شده‌است. امکان بروز سندرم ترک داروهای بازجذب سروتونین پس از قطع مصرف سیتالوپرام وجود دارد. به همین جهت توصیه می‌شود که قطع مصرف به‌طور تدریجی انجام شود.

## عوارض جانبی
حالت فراموشی، اختلالات جنسی، خواب‌آلودگی، خشکی دهان، تهوع و منگی و در برخی موارد تاری دید، اختلال ادراک، اختلالات خواب، اشکال در تنفس، تب، اختلالات قاعدگی، افزایش حجم و دفعات ادرار، بثورات جلدی، خارش، درد شکمی و ناراحتی معده، یبوست بی‌اشتهایی، اضطراب، درد مفاصل، بی‌حالی، نفخ شکم، کاهش فشار خون یا کاهش فشار خون وضعیتی، افزایش بزاق، تعریق زیاد، میگرن، آبریزش بینی، سینوزیت، اختلالات مانیک و لرزش از عوارض جانبی این دارو هستند.
اختلال عملکرد جنسی اغلب یک عارضه جانبی ناشی از مصرف مهارکنندگان بازجذب سروتونین است. به‌طور خاص، عوارض جانبی رایج عبارتند از: کاهش برانگیختگی جنسی، عدم تمایل به رابطه جنسی و آنورگاسمی (مشکلی در دستیابی به ارگاسم). یک مطالعه نشان داد که علی‌رغم عوارض جنسی، هنگامی که بهبودی از اختلال افسردگی عمده حاصل می‌شود، بهبود کیفیت زندگی و رضایت جنسی گزارش می‌شود.
سیتالوپرام به لحاظ نظری با افزایش غلظت سروتونین در سایر قسمت‌های بدن (به عنوان مثال روده‌ها) باعث عوارض جانبی گوارشی می‌شود. عوارض جانبی دیگر، مانند بی اشتهایی و کاهش هیجان، ممکن است در اثر کاهش رها شدن دوپامین همراه با افزایش سروتونین ایجاد شود. سیتالوپرام همچنین یک آنتی هیستامین خفیف است، که ممکن است مسئول برخی از خواص آرام بخش آن باشد. : 104 
عوارض جانبی رایج سیتالوپرام شامل خواب آلودگی، بی خوابی، حالت تهوع، تغییر وزن (معمولاً افزایش وزن)، افزایش اشتها، رویاهای زنده، کاهش میل جنسی، آنورگاسمی، خشکی دهان، افزایش تعریق، لرزش، اسهال، بیش از حد خمیازه کشیدن، وزوز گوش و خستگی است. عوارض جانبی کمتر شایع عبارتند از: بروکسیسم، استفراغ، آریتمی قلبی، تغییرات فشار خون، اضطراب، نوسانات خلقی، سردرد، بیش فعالی و سرگیجه. عوارض جانبی نادر شامل تشنج، توهم، واکنش آلرژیک شدید و حساسیت به نور است. اگر آرامبخش رخ دهد، ممکن است دوز در هنگام خواب به جای صبح مصرف شود. برخی از داده‌ها نشان می‌دهد که سیتالوپرام ممکن است باعث کابوس شود. سیتالوپرام در مقایسه با مهارکنندگان بازجذب سروتونین دیگر با خطر بیشتری برای آریتمی همراه است.
طبق یک مقاله منتشر شده در سال ۲۰۲۰، یک عارضه جانبی دیگر شناخته شده از قرص سیتالوپرام ابتلا به سندرم دید برفکی گزارش شده‌است که پس از قطع دارو نیز از بین نرفته‌است.

#### اختلال عملکرد جنسی
علائم شایع شامل اختلال در نعوظ، کاهش میل جنسی، انزال دیررس، خشکی واژینال و عدم حساسیت پستان در زنان است.

#### ضربان قلب غیرطبیعی
در اوت ۲۰۱۱، FDA اعلام کرد، "Citalopram باعث طولانی شدن فاصله QT وابسته به دوز می شود. سیتالوپرام نباید در دوزهای بالاتر از ۴۰ میلی گرم در روز تجویز شود. "

#### اثرات غدد درون ریز
مانند سایر مهارکنندگان بازجذب سروتونین، سیتالوپرام می‌تواند باعث افزایش سطح پرولاکتین سرم شود.

#### بارداری
قرار گرفتن در معرض ضدافسردگی (از جمله سیتالوپرام) در دوران بارداری با مدت زمان حاملگی کوتاه‌تر (سه روز)، افزایش خطر زایمان زودرس (۵۵٪)، کاهش وزن هنگام تولد و نمرات Apgar پایین‌تر (با <۰٫۴ امتیاز) همراه است. قرار گرفتن در معرض ضد افسردگی با افزایش خطر سقط خودبخودی همراه نیست. مشخص نیست که آیا شیوع نقایص دیواره قلب در کودکانی که مادرانشان در اوایل بارداری مهارکنندگان بازجذب سروتونین مصرف کرده‌اند، بیشتر باشد.

#### خودکشی
در ایالات متحده، سیتالوپرام دارای یک هشدار جعبهٔ سیاه است که می‌گوید ممکن است تفکر و رفتار خودکشی را در افراد زیر ۲۴ سال افزایش دهد.

## علائم قطع مصرف
علائم برداشتن می‌تواند هنگامی که این دارو به‌طور ناگهانی متوقف شود، مانند پاراستزی، مشکلات خواب (مشکل در خواب و خواب شدید)، احساس سرگیجه، اضطراب یا اضطراب، تهوع، استفراغ، لرزش، گیجی، تعریق، سردرد، اسهال، تپش قلب، تغییر در احساسات، تحریک پذیری و مشکلات بینایی در بینایی و بینایی. با پایان یافتن درمان سیتالوپرام باید بتدریج کاهش یابد.

## مصرف بیش از حد
مصرف بیش از حد ممکن است باعث استفراغ، آرامش، اختلال در ریتم قلب، سرگیجه، تعریق، حالت تهوع، لرزش و به ندرت فراموشی، گیجی، اغما یا تشنج شود. سیتالوپرام خطرناکترین گونه مهارکنندگان بازجذب سروتونین در صورت مصرف بیش از حد است.